# كأس فرنسا 1917–18
كأس فرنسا 1917–18 (بالفرنسية: Coupe de France de football 1917-1918)‏ هو الموسم 1 من كأس فرنسا. أشرف على تنظيمه اتحاد فرنسا لكرة القدم، وكان عدد الأندية المشاركة فيه 48، وفاز فيه Olympique de Paris ‏.